# Fujiwara no Toshinari no Musume
Fujiwara no Toshinari no Musume ou Fujiwara no Shunzei no Musume (藤原俊成女, 1171 - 1251), aussi connue comme Fujiwara no Toshinari (Shunzei)-kyō no Musume (藤原俊成卿女) ou Koshibe no Zenni ou Koshibe no Ji (越部禅尼) est une poétesse japonaise de la fin de l'époque de Heian et du début de l'époque de Kamakura. Elle est considérée comme l'une des meilleures poétesses de son époque, comparable à princesse Shikishi et à Go-Toba In Kunai-kyō. Elle fait partie de la liste des trente-six poétesses immortelles.
Elle est la petite-fille du poète Fujiwara no Toshinari qui l'a adoptée comme sa fille (Musume signifie fille en japonais), mais son vrai nom est inconnu. Elle a épousé le dainagon Michitomo Horikawa dont elle a un fils et une fille.
Elle sert l'empereur retiré Go-Toba, fréquente les cercles littéraires et participe à de nombreuses compétitions (utaawase) de poésie waka. Dans ses dernières années, elle écrit un essai de poésie tanka intitulé Koshibe no Zenni Shōsoku (越 部 禅 尼 消息) et réunit une collection de ses poèmes dans le Toshinari (Shunzei)-kyō no Musume-shū  (俊 成 卿 女 集).
Vingt-neuf de ses poèmes sont inclus dans l'anthologie de poésies Shin Kokin Wakashū. Il y a cependant dispute personnelle relativement à ses compétences dans le style waka avec son frère Fujiwara no Teika qui la critique et la rabaisse à la publication de l'anthologie impériale Shinchokusen Wakashū en 1234 et seuls neuf de ses poèmes y paraissent,.
Elle est critiquée, avec d'autres poètes, pour son opinion apparemment délibérée d'exclure les poèmes écrits par les empereurs retirés et exilés, Go-Toba, Tsuchimikado et Juntoku après la guerre de Jokyū, poèmes considérés comme « objectivement excellents » dans les anthologies.